# 石川県立能都北辰高等学校
石川県立能都北辰高等学校（いしかわけんりつ のとほくしんこうとうがっこう、英: Ishikawa Prefectural Noto Hokushin High School）は、かつて石川県鳳珠郡能登町（旧・鳳至郡能都町）宇出津にあった公立の高等学校。同じ能登町内に小木分校を設置していた。石川県立能登青翔高等学校と統合して石川県立能登高等学校（当校所在地に設立）となり、2011年（平成23年）3月末に閉校した。

## 設置学科
- 普通科（2年次から下記の2類型に分かれる）
  - Ⅰ類型（専門学校、就職）
  - Ⅱ類型（大学進学）
- 海洋科（2年次から下記の2コースに分かれる）
  - 海洋コース
  - 環境コース
- 専攻科水産科（本科卒業後修了2年、2コース）
  - 航海コース
  - 機関コース

## 沿革

### 石川県立能都北辰高等学校
- 2000年（平成12年）
  - 4月 - 石川県立学校条例により、石川県立水産高等学校と石川県立宇出津高等学校の統合により発足、旧宇出津高校校舎を仮校舎として使用。
  - 5月 - 開校記念式を挙行。
- 2001年（平成13年）
  - 9月 - 新校舎に移転、新体育館等落成記念式。
  - 11月 - 校舎移転記念植樹（桜55本、のとキリシマ3本）。
- 2002年（平成14年）
  - 3月 - 「石川県立能都北辰高等学校教育振興ビジョン」を策定。
  - 6月 - 第30回北陸漕艇大会を開催する（於：宇出津）。
  - 11月 - 「能都北辰高等学校育成会」を発足。
- 2003年（平成15年）
  - 1月 - 「第1回海の感謝祭」開催。
  - 2月 - 「海の安全祈念日」を新設。
  - 3月 - 「能都北辰高等学校海洋・情報通信教育振興プラン」を策定。
- 2005年（平成17年）4月 - 小木分校の情報通信科募集停止。
- 2009年（平成21年）4月1日 - 石川県立能登青翔高等学校との統合により募集停止。
- 2011年（平成23年）3月31日 - 閉校。

### 旧石川県立水産高等学校
- 1898年（明治31年）9月 - 前身となる石川県水産講習所設立。
- 1940年（昭和15年）4月 - 石川県立宇出津水産学校（漁労科・水産製造科）開校。
- 1941年（昭和16年）4月 - 宇出津町立実科高等女学校が設立。
- 1943年（昭和18年）4月 - 宇出津町立高等女学校と改称。
- 1948年（昭和23年）
  - 4月 - 学制改革により宇出津町立高等女学校を併合し、石川県立宇出津高等学校（水産科・普通科・家庭科）と改称。
  - 9月 - 定時制小木分校（普通科）開校。
- 1949年（昭和24年）9月 - 定時制中心校（普通科）開校。
- 1951年（昭和26年）11月 - 小型実習船二代おおとり丸（12.57t）建造。
- 1953年（昭和28年）3月 - 家庭科廃止。
- 1955年（昭和30年）3月 - 定時制小木分校廃止。
- 1956年（昭和31年）4月 - 石川県立宇出津水産高等学校と改称。
- 1957年（昭和32年）
  - 3月 - 大型実習船初代加能丸（152.26t）建造。
  - 4月 - 漁業専攻科設置。
- 1965年（昭和40年）12月 - 小型実習船三代おおとり丸（10.05t）建造。
- 1966年（昭和41年）3月 - 普通科が分離して石川県立宇出津高等学校となる。
- 1967年（昭和42年）4月 - 石川県立水産高等学校と改称し、機関科を設置し、小木分校を無線通信科として新設。
- 1968年（昭和43年）10月 - 新校舎へ移転。
- 1969年（昭和44年）
  - 4月 - 小木分校新校舎へ移転。
  - 10月 - 大型実習船二代加能丸(401.65t）建造。
- 1970年（昭和45年）1月 - 機関専攻科、小木分校に無線通信専攻科設置。
- 1972年（昭和47年）3月 - 寄宿舎（志水寮）完成。
- 1976年（昭和51年）3月 - 専攻科無線通信科、第2級無線通信士国家試験の予備試験並びに本試験のうち英語、電気通信術の免除認定をうける。
- 1979年（昭和54年）
  - 3月 - 小型実習船四代おおとり丸 (19.86t）建造。
  - 8月 - 小木分校特別教室増築。
- 1980年（昭和55年）7月 - 大型実習船三代加能丸(492.07t）建造。
- 1983年（昭和58年）10月 - 特別教室棟増築（図書室、視聴覚教室、家庭科実習室等）。
- 1984年（昭和59年）
  - 3月 - 3級海技士（航、機）、第1種養成施設（筆免）指定、漁業科（5種類）、機関科（2種類）免許講習認定（免除）指定。
  - 8月 - 小木分校グランド整備完了。
- 1985年（昭和60年）
  - 3月 - 小木分校新校門完成。
  - 4月 - 小木分校特別教室棟竣工、無線通信科に電子技術コースを設置。
- 1987年（昭和62年）4月 - 漁業科に漁業コースと栽培漁業コースを設置。
- 1992年（平成4年）6月 - 小木分校自転車置場竣工。
- 1993年（平成5年）4月 - 学科改編：漁業科・機関科・水産製造科、小木分校の無線通信科の計4学科を募集停止し、海洋科・食品工学科、小木分校に情報通信科の計3学科を新たに設置。
- 1994年（平成6年）
  - 1月 - おおとり丸廃船。
  - 3月 - 第四代加能丸(454t）竣工、栽培実習棟竣工。
- 1995年（平成7年）10月 - 韓国済州島城山水産高校と姉妹提携調印。
- 1996年（平成8年）
  - 8月 - 第32回高等学校水産教育研究会全国大会主管校として開催。
  - 9月 - 第16回豊かな海づくり大会にて、天皇・皇后が栽培実習棟を視察。
  - 12月 - 無線従事者長期型養成課程認定第2級陸上特殊無線技士（情報通信科）第4級海上無線通信士（情報通信科、無線通信コース）第1級陸上特殊無線技士（専攻科無線通信科）。
- 1997年（平成9年）3月 - 4級小型船舶操縦士第1種養成施設認定。
- 1998年（平成10年）
  - 1月 - 第6回全国水産高等学校生徒研究発表大会主管校として開催。
  - 6月 - 運動場改修工事完成。
  - 9月 - バリアフリー化緊急整備工事完成。
- 2000年（平成12年）3月 - 石川県立宇出津高等学校との統合により閉校[1]。

### 旧石川県立宇出津高等学校
- 1966年（昭和41年）
  - 3月 - 石川県条例第19号により、石川県立宇出津水産高等学校普通科の課程を分離し、石川県立宇出津高等学校として新たに発足する。
  - 4月 - 校旗樹立（衆議院議員益谷秀次寄贈）。
  - 6月 - 校歌制定（作詞：大津 有一、作曲：今井 松雄）、開校式挙行、国旗掲揚塔新設、創立記念日とする。
  - 10月 - 図書館棟竣エ。
  - 12月 - 倉庫増築竣工。
- 1970年（昭和45年）3月 - 運動クラブ部室竣工。
- 1972年（昭和47年）3月 - 格技場竣エ。
- 1974年（昭和49年）8月 - 管理特別教室棟竣工。
- 1979年（昭和54年）10月 - 特別教室増築竣工。
- 1980年（昭和55年）11月 - 暖房設備工事竣エ。
- 1983年（昭和58年）
  - 7月 - 第2体育館、同渡廊下、合併処理施設竣工。
  - 12月 - 校庭緑化工事竣工。
- 1984年（昭和59年）3月 - 運動部部室（10室）竣工。
- 1987年（昭和62年）11月 - 学校創立20周年を記念し「北辰の碑」建立。
- 1990年（平成2年）6月 - 運動場及びテニスコート改修工事。
- 1992年（平成4年）9月 - 第1体育館改修工事竣工。
- 1993年（平成5年）4月 - 校訓（誠実・創造・努力）制定。
- 1994年（平成6年）10月 - 校舎棟、格闘場大規模改造工事完成。
- 1995年（平成7年）2月 - 図書館渡廊下改築工事完成。
- 2000年（平成12年）3月 - 石川県立水産高等学校との統合により閉校[1]。

## 校歌
作詞：佐々木守　作曲：西村朗

### 校訓
- 誠実（sincere :明朗で人間愛に溢れた誠実な人間）
- 創造（creative:広い視野に立った個性に富む創造性豊かな人間）
- 協調（cooperative:理想に向ってたゆみなく努力し協調性に富む人間）

## 学校行事

### 4月
- 始業式・入学式・対面式・入寮式
- 課題テスト（2・3年）
- オリエンテーション（1年）
- 3年生補習開始
- 部活動紹介（1年）
- 心電図・貧血検査
- 身体計測
- 就職模試
- 生徒総会
- 結核・循環器検診
- 小論文指導開始（3年）
- 公務員模試

### 5月
- 前期生徒会役員選挙
- 学研模試（3年）
- 就公模試
- 沿岸航海（3年海洋コース）
- 進路講話（2年）
- 男女合服移行期間
- 校歌・応援練習
- 環境調査・韓国訪問（2年海洋科）
- 創立記念日（5月26日）
- 体験航海（日帰　1年）
- 中間考査
- クリーンビーチ・ボランティア
- 県高校総体壮行式

## 部活動
ウインドサーフィン部は前身の旧水産高校時代に発足した「ヨット部」。1995年にウインドサーフィンに移行
- 運動部 - バスケットボール（男・女）、バレーボール（女）、ソフトテニス（男・女）、卓球、野球、陸上競技、ウインドサーフィン、相撲
- 文化部 - 華道、茶道、書道、吹奏楽、美術、家庭、JRC、ESS、パソコン
- 同好会 - 太鼓

## 所在地
〒927-0433 石川県鳳珠郡能登町宇出津マ字106-7

## 著名な関係者

### 卒業生
- 梅佳代 - 写真家
- 平体好孝 - テレビ金沢アナウンサー
- 津雲むつみ - 漫画家